# Sōji-ji

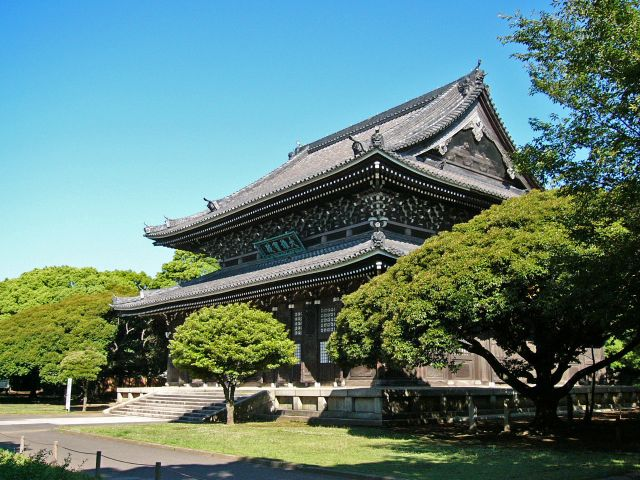
Die Buddha-Halle (仏殿, butsu-den) des Tempels

Der Sōji-ji (jap. 總持寺) ist neben dem Eihei-ji der zweite Haupttempel der japanischen Zen-Linie Sōtō-shū. Ehemals ein Shingon-Tempel, wurde der Sōji-ji nach Einsetzung von Keizan Jōkin als Abt 1321 zu einem Zentrum der Sōtō-shū. Der heutige Standort des Klosters ist Yokohama (Präfektur Kanagawa).

## Geschichte

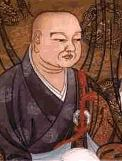
Keizan (1264–1325)

Den Namen Morooka-dera (諸岳寺) erhielt der Tempel um 740 von Gyōki (668–749), der ihn als buddhistischen Shingon-Tempel auf der Noto-Halbinsel gründete. Zu dieser Zeit war der Tempel eine kleine Kapelle innerhalb des Geländes eines größeren Shintō-Schreins namens Morooka Hiko Jinja. Bis 1296 war der Tempel so groß geworden, dass er einen Vollzeitpriester ernähren konnte, und ein Ajari-Meister namens Jōken wurde ihm zugewiesen. Der Schrein wurde 1321 auf ein neues Anwesen verlegt und Jōken ging mit ihm. Jōken vertraute den ehemaligen Tempel Keizan (1264–1325) an, der den Tempel daraufhin von einem Shingon-Tempel in einen Sōtō-Tempel mit dem Namen Shogakuzan Sōji-ji umwandelte.
Sōji-ji entwickelte sich nach und nach zu einem mächtigeren Tempel als der von Dōgen gegründete Haupttempel Eihei-ji, was zu internen Spannungen führte. In der Meiji-Zeit (1868–1912) wurden diese Streitigkeiten beigelegt und nun gelten sowohl Eihei-ji und Sōji-ji als Haupttempel und Dōgen und Keizan als Gründer.

## Praxis

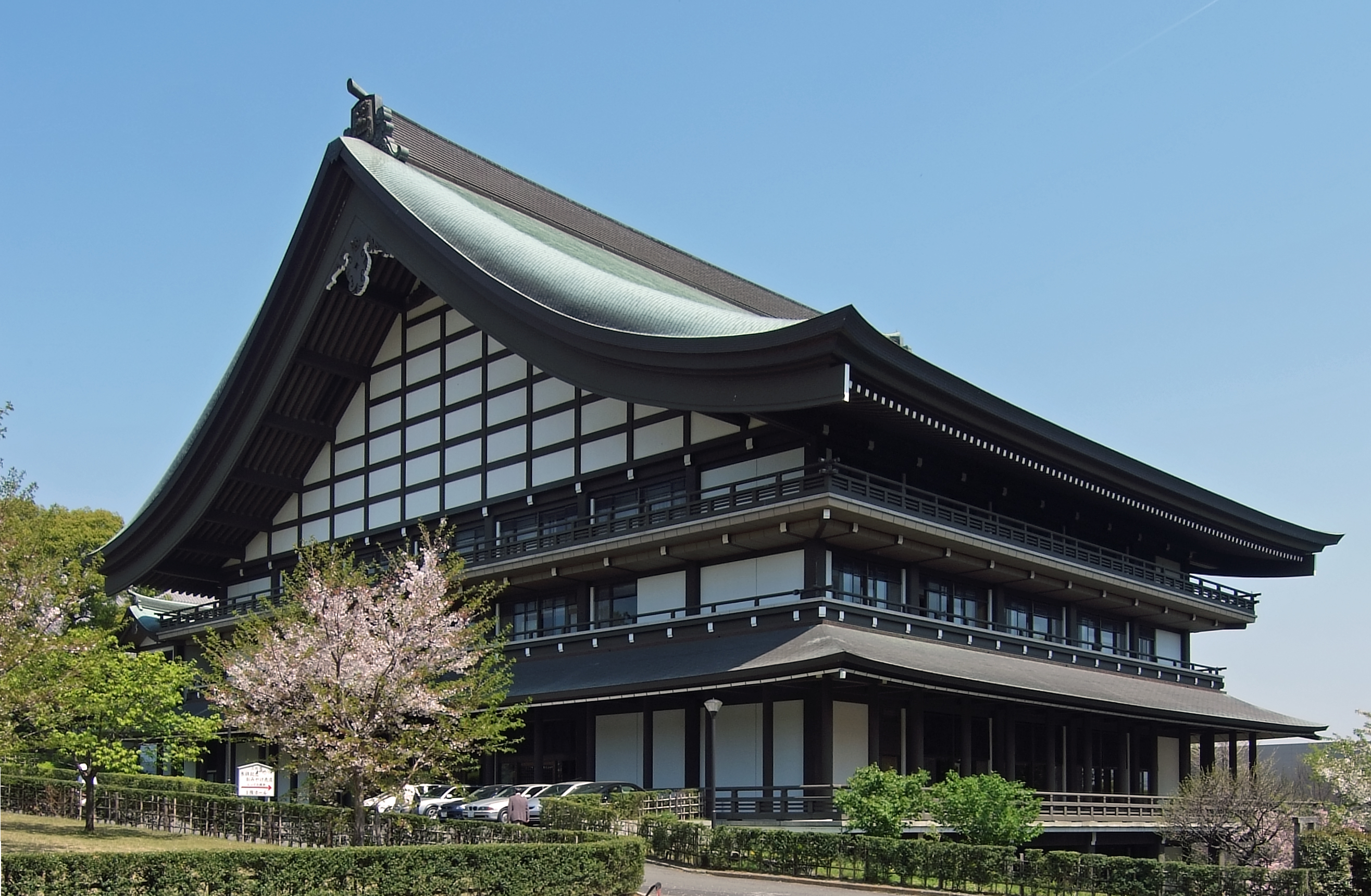
Sanshōkaku (三松閣), Besucherzentrum

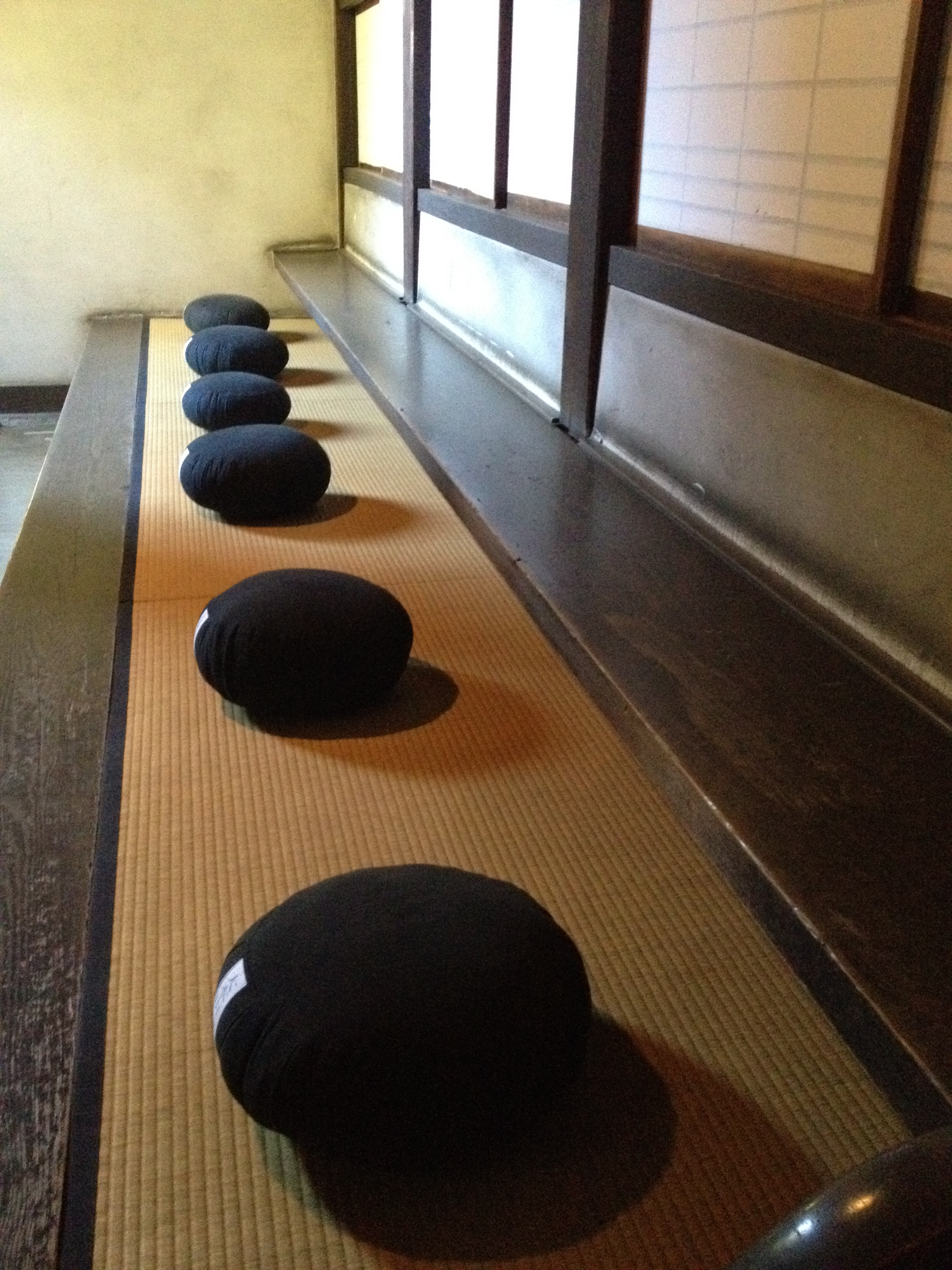
Shuryō (衆寮), Meditationshalle

Nach einer Beschreibung aus der Mitte des 20. Jahrhunderts beginnt der Tag der Mönche im Sommer um 3 Uhr morgens und im Winter eine Stunde später. Zunächst üben sie zwei Stunden lang Meditation im Sitzen (Zazen), dann nehmen sie an einer Zeremonie teil, lesen 75 Minuten lang Sutren und nehmen anschließend das Frühstück ein (Reis, Tee und Essiggurken). Danach reinigen sie 90 Minuten lang die Gebäude und das Gelände (Samu). Um 8 Uhr morgens studieren sie chinesische Poesie und die Schriften von Zenmeistern wie Dōgen und Keizan. Um 11 Uhr gehen sie in die Buddha-Halle (Butsudan), wo sie Rituale abhalten oder Sutren rezitieren. Zum Mittagessen essen sie Reis und Gemüse, und von 13 bis 15 Uhr kehren sie zurück, um Zeremonien für die Besucher durchzuführen. Um 17 Uhr essen sie Reis zum Abendessen. Von 18 bis 20 Uhr lehrt der Hauptmönch sie das Sutra-Lesen, von 20 bis 21 Uhr kehren sie zurück, um Zazen zu praktizieren, und gehen dann um 21 Uhr schlafen.

## Tempelanlage
Der Kern des Tempels besteht aus sieben Bauwerken, die den so genannten Shichidō garan bilden. Das 1969 erbaute Sanmon-Tor ist das größte Bauwerk dieser Art in Japan. Itō Chūta (1867–1954) entwarf den Daiso-dō oder Hattō, der Keizan und andere Gründer ehrt, sowie den Senbutsujo, die Halle, die als Hauptausbildungszentrum der Mönche und für die Mönchsordination genutzt wird. Die Sanshōkaku, die 1990 erbaut wurde und mit Computern und anderen modernen Einrichtungen ausgestattet ist, ist ein Besucherzentrum für Praktiken und Workshops für Laien, mit denen Keizan Zenjis Gelübde, allen fühlenden Wesen zu helfen, erfüllt werden soll. Die Butsuden beherbergt eine Statue des Gautama Buddha (japanisch 釈迦如来 Shaka Nyorai). Die Shōkurō beherbergt die Glocke (Bonshō), die als Signal für den Tagesablauf der Mönche dient. Die Hōkō-dō wird für Gedenkriten an die Ahnen von Laien verwendet, für die die Mönche Dienste leisten.